# География Каталонии

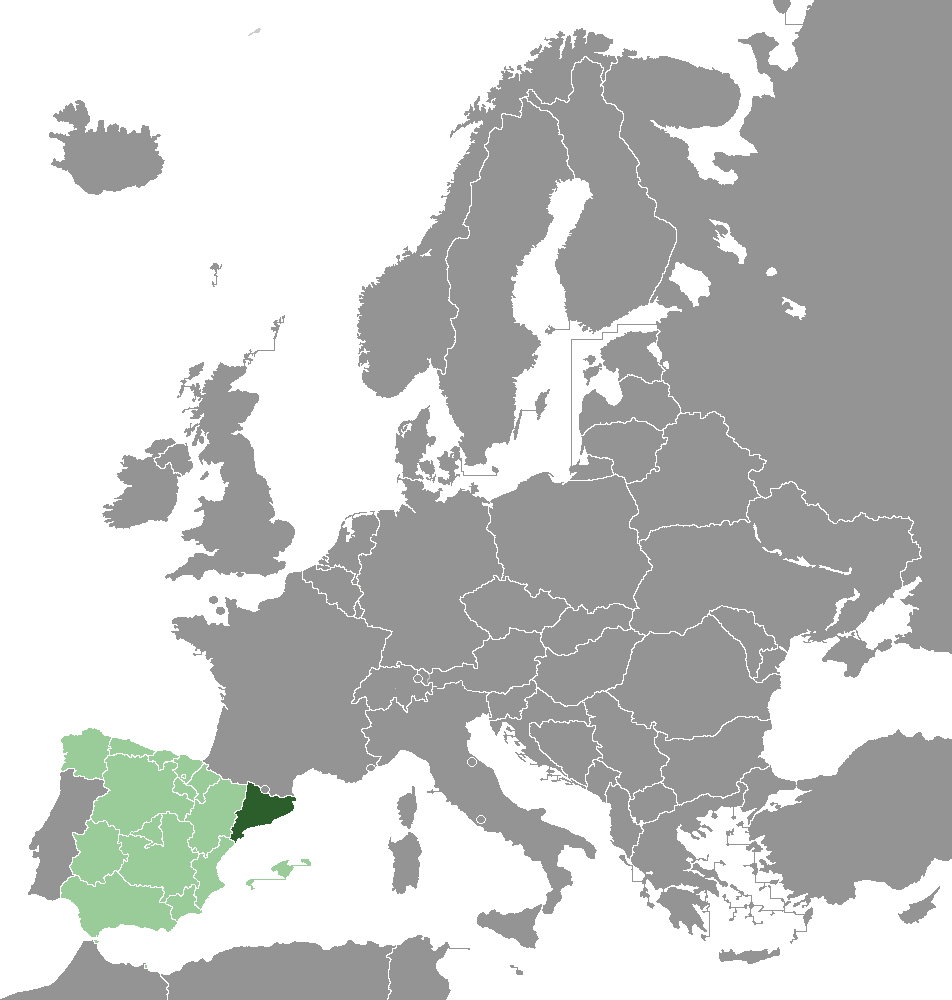
Расположение Каталонии на карте Европы

Исторический регион и автономное сообщество Испании Каталония располагается в северо-восточной части Пиренейского полуострова между средиземноморским побережьем и Пиренеями. Территория Каталонии имеет форму треугольника, западная конечность расположена в Пиренеях у границы с Францией и Андоррой, восточная — на мысе Креус, а южная — у дельты реки Эбро. Общая площадь Каталонии составляет 32 091 км².

## Рельеф и береговая линия
| Пиренеи Предгорья Пиреней Центральная впадина Отроги гор | Поперечный хребет Внутренний хребет Приморский хребет Впадина между хребтами Каталонских гор |

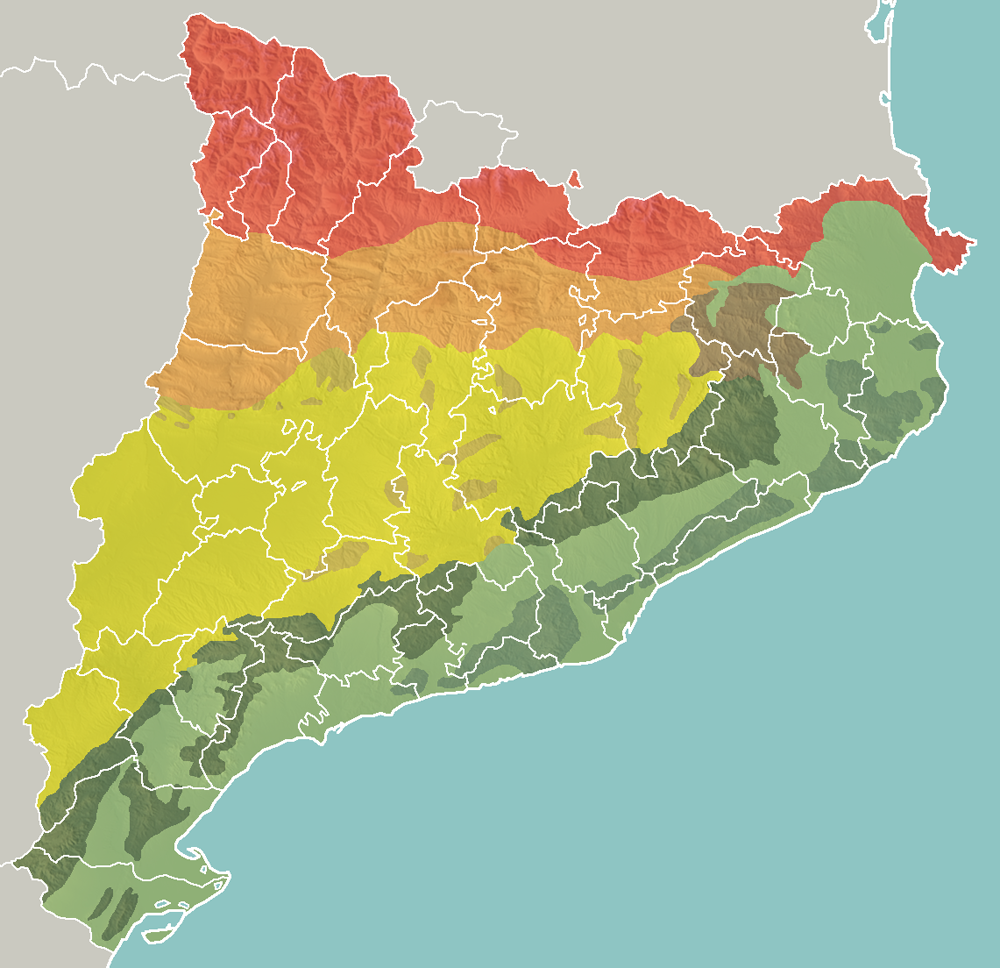
Морфологические районы Каталонии:

В северной части Каталонии располагаются горы Пиренеи, самые высокие вершины которых на территории Каталонии — пик Эста (3115 м), Пучмаль (2910 м), Мауберме (2880 м), Кади (2567 м) и Орри (2437 м).
Вдоль Балеарского моря по территории провинций Жирона, Барселона и Таррагона тянется узкая полоса приморской равнины, в которой выделяют районы Коста-Брава, Коста дель Маресме и Коста-Дорада. От долины реки Эбро прибрежные районы отделены невысокими Каталонскими горами (высота до 1712 м), которые занимают большую часть территории Каталонии. В 50 км от Барселоны находится известная гора Монсеррат (1236 м). К северу от Каталонских гор лежит высокая равнина, находящаяся в провинции Лерида.
В северо-восточной части каталонского побережья находится залив Росас, ограждаемый мысом Креус. В южной части региона мыс Тортоса в дельте Эбро ограничивает южную часть залива Сан-Хорхе.

## Водные ресурсы

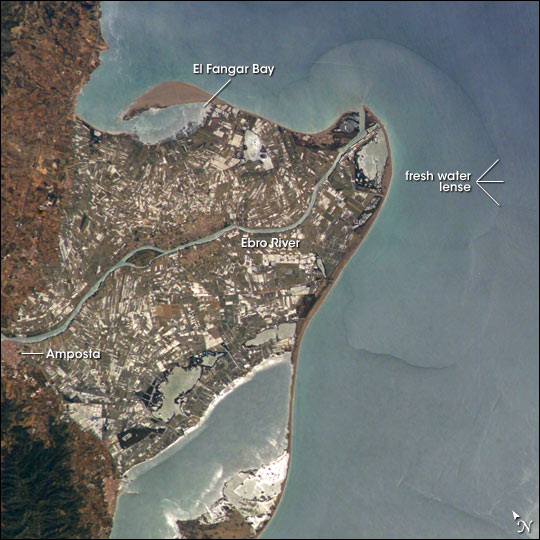
Дельта реки Эбро

С Пиренеев берут своё начало реки Сегре, Ногера-Пальяреса и Ногера-Рибагорсана, впадающие в реку Эбро, дельта которой расположена в южной части региона. Реки Льобрегат, Тер и Флувия, впадающие в Средиземное море, протекают по восточной части Каталонии.
Крупных озёр немного: несколько искусственных озёр на Ногера-Пальяреса, Ногера-Рибагорсана и Тер; озеро Баньолес, известное проводимыми на нём чемпионатами по гребле.

## Климат и природа
На большей части территории Каталонии преобладает средиземноморский климат с жарким и сухим летом и мягкой и относительно дождливой зимой.
На склонах Каталонских гор произрастает маквис, дубовые и сосновые леса. На побережье типичные растения — агавы, лилии и опунции, а также огромное количество разных видов пальм, посаженных здесь в XIX веке. Немногим более одной трети каталонской земли возделывается под традиционные культуры: виноград, миндаль, оливки, а также рис, картофель и кукуруза.
Преобладает скотоводство (свиньи и коровы). В высокогорных районах, ещё встречаются серны, горные козлы, орлы и медведи.
В северо-западной части Каталонии располагается крупный национальный парк (es:Parque Nacional de Aigüestortes y Lago de San Mauricio) площадью 141 км². На юге находится парк дельта Эбро (es), в Каталонских горах — парк Дель Монтнегре и эль Корредор (es).